# جيم كيسي
جيم كيسي (بالإنجليزية: Jim Casey)‏ (ولد في 2 أغسطس 1957 بغلاسكو، المملكة المتحدة) هو لاعب كرة قدم بريطاني في مركز الوسط. لعب مع نادي سلتيك ونادي اربوراث وفينكس إنفيرنو ‏.

## وصلات خارجية
- جيم كيسي على موقع قاعدة بيانات كرة القدم.إي يو (الإنجليزية)